# Callionymus meridionalis
Callionymus meridionalis är en fiskart som beskrevs av Suwardji, 1965. Callionymus meridionalis ingår i släktet Callionymus och familjen sjökocksfiskar. Inga underarter finns listade.